# K-21
K21 또는 호주수출형 명칭인 AS21 레드백(AS21 Redback)은 대한민국 육군의 보병전투차이다.

## 개발
1999년부터 한국 국방과학연구소(ADD) 주관으로 K21 개발에 대한 타당성 검토와 기본설계에 착수하였고 2005년 초에 두산인프라코어와 주요 방산업체가 시제품 3대를 제작했다. 개발 비용은 1999년부터 2007년 개발 완료 때까지 총 910억이 투입되었고 양산을 거쳐 2009년 11월 말부터 군부대에 배치되었다.

## 기동력

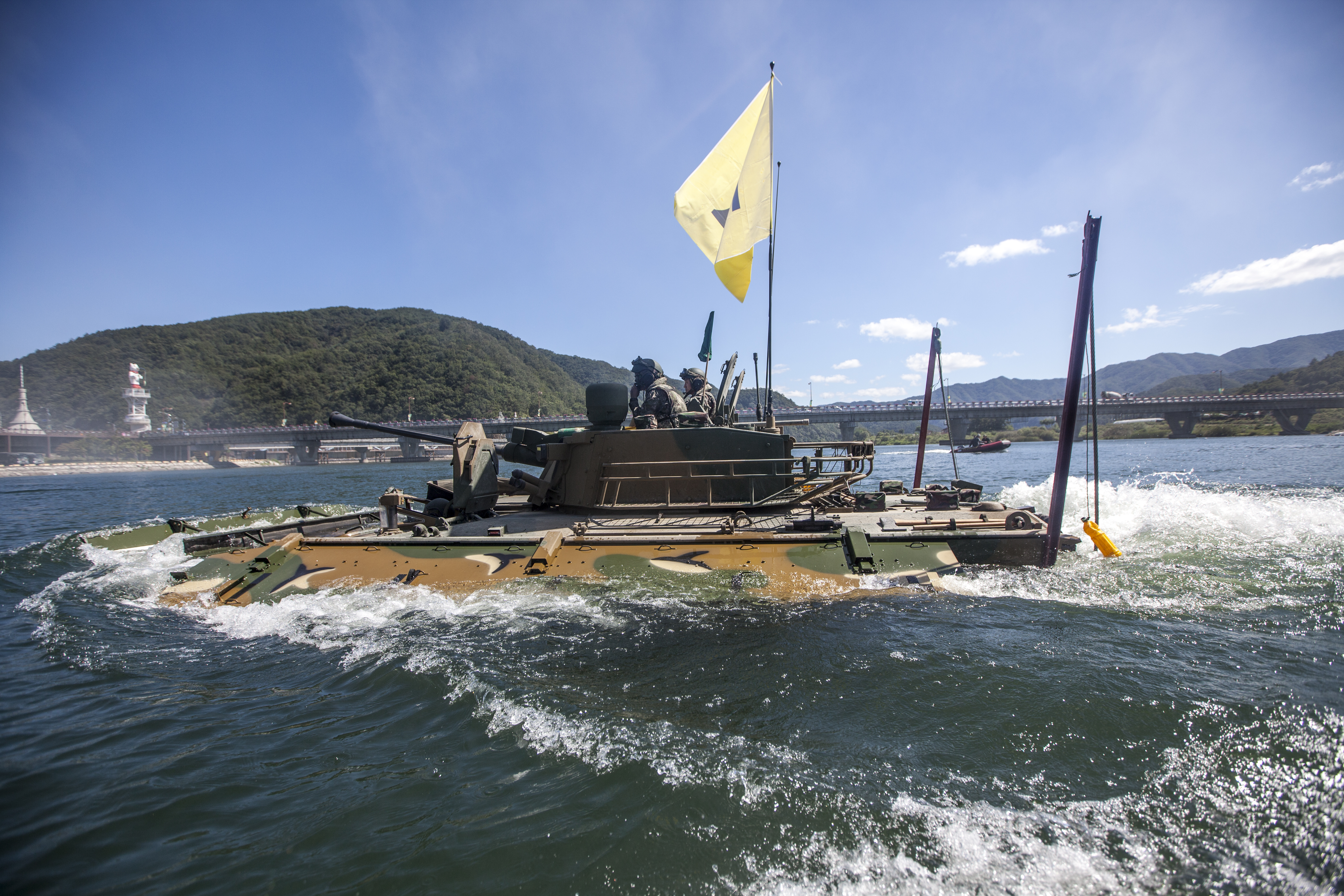
부항하는 K21

최고속도 시속 70km이고 야지에서는 시속 40km로 주행할 수 있으며 `에어백 부양장치'를 통해 수상에서도 6km/h 이상의 속력으로 운행할 수 있다.
D2840LXE V-10 엔진은 기존 D2848M/T 엔진에서 실린더 수를 늘리고 터보차져를 장착해 750HP로 만든 엔진이다. 터보차저(Turbocharger)란 엔진의 배출 가스를 이용해 터빈을 돌리고 여기서 발생하는 에너지로 공기를 빨아들여 대기압보다 높은 압력으로 뿜어내 출력을 높이는 기술을 말한다. 보통 디젤엔진은 고도가 1000m 높아질 때마다 출력이 약 10%씩 줄어드는 반면, 터보차저가 적용된 엔진은 감소폭이 2% 정도다.

## 화력
7.62mm 기관총과 보포스(Bofors) 40mm / L70 기관포와 동일한 탄약규격의 기관포가 장착되며 기관포에는 고폭소이탄(K216 HEI-T), 날개안정철갑탄(K237 APFSDS-T)과 복합기능탄(K236 MMFA,3P) 등 3종의 탄을 사용할 수 있다. 현재 개발 중인 한국형 중거리 대전차 미사일을 탑재할 경우 전차까지 파괴할 수 있는 화력을 지니게 되고 7.62mm공축기관총으로 제거하기 힘든 근거리 적 보병을 K6 중기관총으로 제거할 수 있는 화력을 발휘한다.
또한 특수탄을 장전할 경우 강력한 화력의 40MM포를 바탕으로 적군 회전익 항공기를 저지할 수 있고, 격추도 기대할 수 있다.

## 방어력
BMP-3급 장갑차에 대응하기 위해 불곰사업을 통해 한국군이 보유한 BMP-3가 동원되어 전면기준 30mm 기관포에 대한 방어력, 측면과 후면의 경우 14.5mm 중기관총에 대한 방어력, 그리고 10m 고도에서 공중 폭발하는 러시아의 152mm 자주포의 파편도 막을 수 있게 만들어졌으며, 소프트킬 장치(디코이)도 갖추어 대전차 미사일 방어도 가능하다.
또한 개량사업 목록으로 슬랫아머 장착이 계획중이다.

## 지휘통제
주야간 관측을 위한 조준경이 장착되어 있어 기동중 사격과 정밀 조준사격이 가능하며 적의 위협을 자동으로 탐지하는 센서와 피아식별기, 생존성을 높이기 위한 화생방 방호장치 및 연막탄 발사 기능이 있다.
지상 전술 C4I(전술지휘통제체제)와 연동되므로 아군 전투차량과 전장정보를 공유할 수 있다.